# Maria's Lovers
Pour plus de détails, voir Fiche technique et Distribution.
Maria's Lovers est un film américain réalisé par Andreï Kontchalovski, sorti en 1984.

## Synopsis
Traumatisé par les sévices endurés pendant plusieurs années de captivité dans un camp japonais, Ivan (John Savage), jeune soldat américain d'origine yougoslave, rentre enfin chez lui en Pennsylvanie. 
Durant toute sa détention, il n'a tenu que dans un seul but : dès son retour, épouser Maria (Nastassja Kinski), la plus belle fille de Brownsville dont il était amoureux avant de partir à la guerre.
Accueilli par son père, bourru mais affectueux (Robert Mitchum), il ne tarde pas à retrouver Maria, en plein flirt avec Al Griselli (Vincent Spano), un capitaine de l'armée. Il apparaît cependant très vite que Maria est toujours amoureuse d'Ivan et les deux jeunes gens se marient rapidement.
Mais Ivan a tellement idéalisé Maria pendant sa captivité qu'il se révèle incapable de lui faire l'amour, ce qui engendre une immense frustration chez la jeune femme qui veut avoir rapidement un enfant. Elle est d'autant plus amère qu'elle a vu Ivan faire l'amour à Rosy (Karen Young), une amie de son beau-père, une fille facile. Elle ne parvient pas à comprendre que son mari peut faire l'amour avec n'importe quelle femme sauf elle, précisément parce qu'il l'aime à la folie, ce qu'il prouve en n'hésitant pas à se brûler la main sur une gazinière.
Un jour, las de cette vie sans issue, Yvan grimpe dans le premier train et s'enfuit, abandonnant sa jeune épouse.
Séduite par un aventurier de passage (Keith Carradine), Maria tombe dans les bras de ce beau parleur cynique et coureur de jupons avant de le chasser. Bien qu'unique et sans lendemain, cette aventure d'une nuit aura suffi pour qu'elle tombe enceinte.
Elle va chercher Ivan dont elle a retrouvé la trace. Mais celui-ci lui clame qu'il ne l'aime plus et qu'il ne veut plus d'elle, du moins le croit-il.
Un jour, il apprend inopinément de la bouche même de l'aventurier, père de l'enfant, qui se vante d'avoir défloré une vierge, dans quelles conditions Maria est tombée enceinte. Il revient alors vers elle. Bien que ce bébé ne soit pas de lui, ému par l'innocence de cet enfant qui a enfin fait descendre sa femme du piédestal inaccessible où il l'avait mise, il peut enfin lui faire l'amour et envisager une vie normale avec elle.

## Fiche technique
- Titre : Maria's Lovers
- Réalisation : Andreï Kontchalovski
- Scénario : Andreï Kontchalovski, Gérard Brach, Paul Zindel et Marjorie David
- Production : Bosko Djordjevic, Yoram Globus, Menahem Golan, Lawrence Taylor-Mortoff et Rony Yacov
- Musique : Gary Malkin
- Photographie : Juan Ruiz Anchía
- Montage : Humphrey Dixon
- Pays d'origine : États-Unis
- Format : Couleurs - 1,85:1 - Mono
- Genre : Drame, romance
- Durée : 109 minutes
- Date de sortie : 1984

## Distribution
- Nastassja Kinski (VF : Maïk Darah) : Maria Bosic
- John Savage (VF : Guy Chapellier) : Ivan Bibic
- Robert Mitchum : le père d'Ivan
- Keith Carradine : Clarence Butts
- Anita Morris : Mrs. Wynic
- Bud Cort : Harvey
- Karen Young : Rosie
- Tracy Nelson : Joanie
- John Goodman : Frank
- Danton Stone : Joe
- Vincent Spano : Al Griselli
- Anna Levine : Kathy
- Bill Smitrovich : le barman

 Source et légende : version française (VF) sur RS Doublage